# La Ferté-Vidame

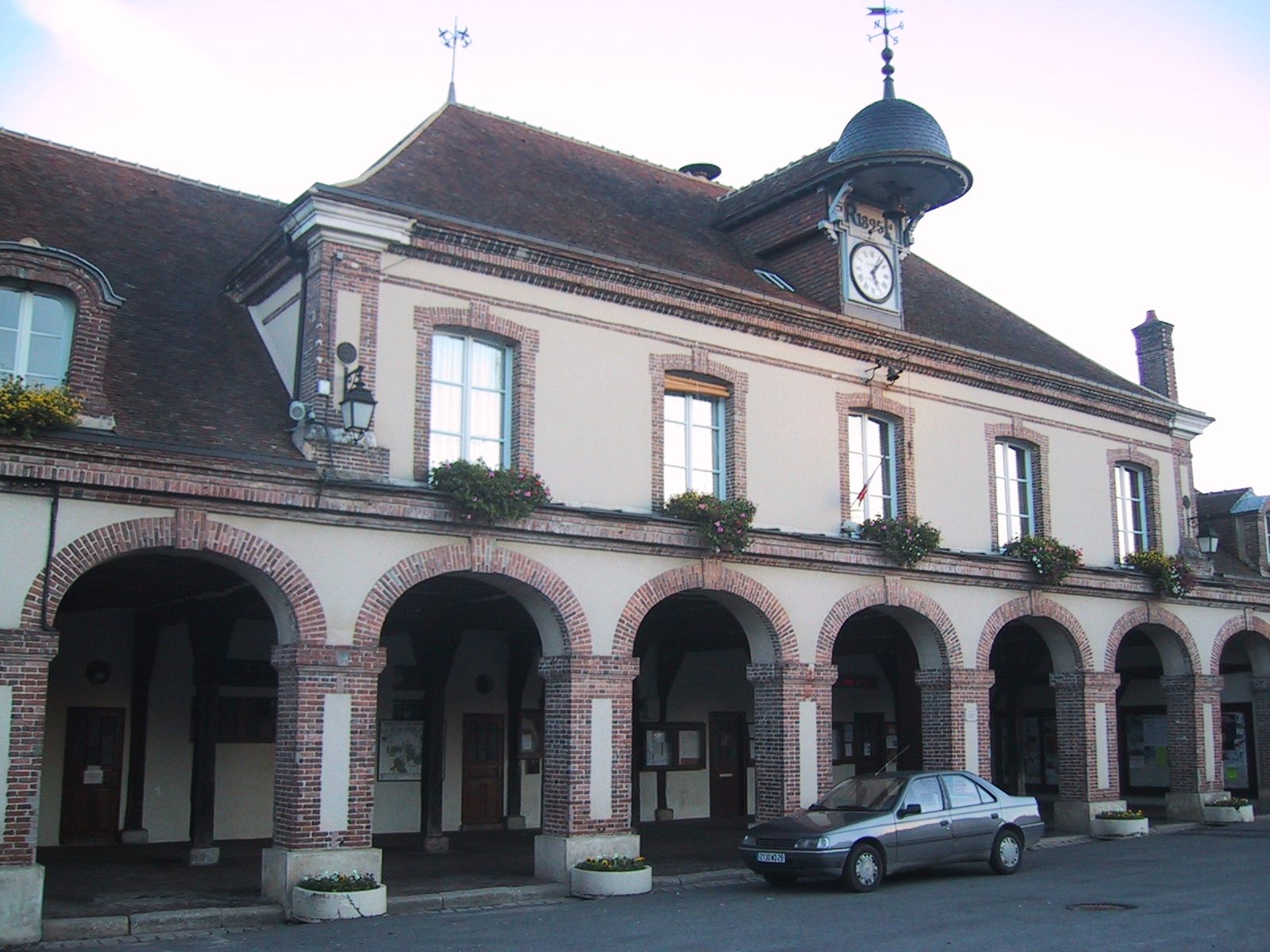
La Ferté-Vidame

La Ferté-Vidame este o comună în departamentul Eure-et-Loir, Franța. În 1 ianuarie 2022 avea o populație de 558 de locuitori.